# 함평 오씨
함평 오씨(咸平呉氏)는 전라남도 함평군을 본관으로 하는 한국의 성씨이다.
시조는 오잠(吳岑)으로 고려 원종 때 문과에 급제해 은자광록대부(銀紫光祿大夫)에 올라 문하시중 등을 재냈으며, 좌명공신(佐命功臣)으로 함풍군(咸豊君)에 봉해져 이후 그의 후손들이 본관을 함평으로 했다.

## 참고 자료
- “오씨(吳氏) 본관(本貫) 함평(咸平)”. 《한국족보출판사》. 2022년 11월 30일에 원본 문서에서 보존된 문서.